# Kitty McKane Godfree
Kathleen McKane-Godfree (Bayswater, 7 mei 1896 – Londen, 19 juni 1992) was een tennisspeelster uit Groot-Brittannië.
McKane nam voor Engeland deel aan de Olympische Zomerspelen in Antwerpen (1920) en Parijs (1924) waar zij in totaal vijf medailles behaalde. Ook won zij enkele grandslamtoernooien, in het enkelspel, het vrouwendubbelspel en het gemengd dubbelspel. Zij was de enige vrouw die op Wimbledon wist te winnen van Helen Wills-Moody, in 1924. In 1926 won zij op Wimbledon het gemengd dubbelspel samen met haar echtgenoot Leslie Godfree, met wie zij eerder dat jaar in het huwelijk was getreden – zij zijn het enige getrouwde koppel dat ooit een grandslamtitel won. In de periode 1923–1934 vertegenwoordigde zij het Verenigd Koninkrijk zeven keer bij de Wightman Cup.
McKane won ook in het badminton, en speelde daarnaast ook lacrosse en deed aan schaatsen.

## Resultaten grandslamtoernooien
| Legenda | Legenda                          |
| ------- | -------------------------------- |
| g.t.    | geen toernooi gehouden           |
| l.c.    | lagere categorie                 |
| –       | niet deelgenomen                 |
| G       | uitgeschakeld in de groepsfase   |
| 1R      | uitgeschakeld in de eerste ronde |
| 2R      | uitgeschakeld in de tweede ronde |
| 3R      | uitgeschakeld in de derde ronde  |
| 4R      | uitgeschakeld in de vierde ronde |
| KF      | uitgeschakeld in de kwartfinale  |
| HF      | uitgeschakeld in de halve finale |
| F       | de finale verloren               |
| W       | het toernooi gewonnen            |
| w-v     | winst/verlies-balans             |

### Enkelspel
| toernooi        | 1923 | 1924 | 1925 | 1926 | 1927 |    | 1931 | 1932 | 1933 | 1934 |
| --------------- | ---- | ---- | ---- | ---- | ---- | -- | ---- | ---- | ---- | ---- |
| Australian Open | –    | –    | –    | –    | –    | –  | –    | –    | –    |      |
| Roland Garros   | –    | –    | F    | KF   | –    | –  | –    | –    | –    |      |
| Wimbledon       | F    | W    | HF   | W    | KF   | 4R | 4R   | 2R   | 3R   |      |
| US Open         | –    | –    | F    | –    | –    | –  | –    | –    | –    |      |

### Vrouwendubbelspel
| toernooi        | 1922 | 1923 | 1924 | 1925 | 1926 | 1927 |    | 1930 | 1931 | 1932 | 1933 | 1934 |
| --------------- | ---- | ---- | ---- | ---- | ---- | ---- | -- | ---- | ---- | ---- | ---- | ---- |
| Australian Open | –    | –    | –    | –    | –    | –    | –  | –    | –    | –    | –    |      |
| Roland Garros   | –    | –    | –    | F    | F    | –    | –  | –    | KF   | –    | –    |      |
| Wimbledon       | F    | –    | F    | –    | F    | –    | 2R | HF   | 2R   | HF   | HF   |      |
| US Open         | –    | W    | –    | –    | –    | W    | –  | –    | –    | –    | –    |      |

### Gemengd dubbelspel
| toernooi        | 1923 | 1924 | 1925 | 1926 | 1927 |
| --------------- | ---- | ---- | ---- | ---- | ---- |
| Australian Open | –    | –    | –    | –    | –    |
| Roland Garros   | –    | –    | –    | –    | –    |
| Wimbledon       | –    | W    | –    | W    | F    |
| US Open         | F    | –    | W    | –    | –    |

## Palmares
| Legenda                |
| ---------------------- |
| Grandslamtoernooi      |
| Olympische Spelen      |
| Year-End Championships |
| Tier I                 |
| Tier II                |
| Tier III               |
| Tier IV & V            |

### Finaleplaatsen enkelspel
| nr.              | finale     | toernooi      | ondergrond | tegenstandster  | score         |
| ---------------- | ---------- | ------------- | ---------- | --------------- | ------------- |
| gewonnen finales |            |               |            |                 |               |
| 1.               | 1924-07-05 | Wimbledon     | gras       | Helen Wills     | 4-6, 6-4, 6-4 |
| 2.               | 1926-07-03 | Wimbledon     | gras       | Lilí Álvarez    | 6-2, 4-6, 6-3 |
| verloren finales |            |               |            |                 |               |
| 1.               | 1923-07-07 | Wimbledon     | gras       | Suzanne Lenglen | 2-6, 2-6      |
| 2.               | 1925-06-07 | Roland Garros | gravel     | Suzanne Lenglen | 1-6, 2-6      |
| 3.               | 1925-08-24 | US Open       | gras       | Helen Wills     | 6-3, 0-6, 2-6 |

### Finaleplaatsen vrouwendubbelspel
| nr.              | finale     | toernooi       | ondergrond | partner           | tegenstandsters                  | score          |
| ---------------- | ---------- | -------------- | ---------- | ----------------- | -------------------------------- | -------------- |
| gewonnen finales |            |                |            |                   |                                  |                |
| 1.               | 1920-08-28 | O.S. Antwerpen | gras       | Winifred McNair   | Geraldine Beamish Dorothy Holman | 8-6, 6-4       |
| 2.               | 1923-08-22 | US Open        | gras       | Phyllis Howkins   | Hazel Hotchkiss Eleanor Goss     | 2-6, 6-2, 6-1  |
| 3.               | 1927-08-30 | US Open        | gras       | Ermyntrude Harvey | Betty Nuthall Joan Fry           | 6-1, 4-6, 6-4  |
| verloren finales |            |                |            |                   |                                  |                |
| 1.               | 1922-07-09 | Wimbledon      | gras       | Margaret McKane   | Suzanne Lenglen Elizabeth Ryan   | 0-6, 4-6       |
| 2.               | 1924-07-05 | Wimbledon      | gras       | Phyllis Howkins   | Hazel Hotchkiss Helen Wills      | 4-6, 4-6       |
| 3.               | 1924-07-21 | O.S. Parijs    | gravel     | Phyllis Howkins   | Hazel Hotchkiss Helen Wills      | 5-7, 6-8       |
| 4.               | 1925-06-07 | Roland Garros  | gravel     | Evelyn Colyer     | Suzanne Lenglen Julie Vlasto     | 1-6, 11-9, 2-6 |
| 5.               | 1926-06-13 | Roland Garros  | gravel     | Evelyn Colyer     | Suzanne Lenglen Julie Vlasto     | 1-6, 1-6       |
| 6.               | 1926-07-03 | Wimbledon      | gras       | Evelyn Colyer     | Mary Browne Elizabeth Ryan       | 1-6, 1-6       |

### Finaleplaatsen gemengd dubbelspel
| nr.              | finale     | toernooi       | ondergrond | partner        | tegenstanders                          | score          |
| ---------------- | ---------- | -------------- | ---------- | -------------- | -------------------------------------- | -------------- |
| gewonnen finales |            |                |            |                |                                        |                |
| 1.               | 1924-07-05 | Wimbledon      | gras       | Brian Gilbert  | Dorothy Shepherd-Barron Leslie Godfree | 6-3, 3-6, 6-3  |
| 2.               | 1925-08-24 | US Open        | gras       | John Hawkes    | Ermyntrude Harvey Vincent Richards     | 6-2, 6-4       |
| 3.               | 1926-07-03 | Wimbledon      | gras       | Leslie Godfree | Mary Browne Howard Kinsey              | 6-3, 6-4       |
| verloren finales |            |                |            |                |                                        |                |
| 1.               | 1920-08-28 | O.S. Antwerpen | gras       | Max Woosnam    | Suzanne Lenglen Max Décugis            | 4-6, 2-6       |
| 2.               | 1923-08-22 | US Open        | gras       | John Hawkes    | Molla Bjurstedt-Mallory Bill Tilden    | 3-6, 6-2, 8-10 |
| 3.               | 1927-07-02 | Wimbledon      | gras       | Leslie Godfree | Elizabeth Ryan Francis Hunter          | 6-8, 0-6       |